# أرض فكتوريا

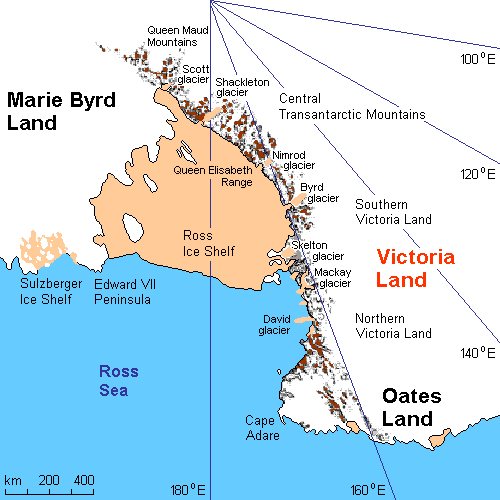

أرض فكتوريا (أو فكتوريا لاند) هي منطقة في أنتاركتيكا يحدها من الشرق بحر روس ومن الغرب أرض ويلكيز. اكتشفها الكابتن جيمس كلارك روس في يناير 1841 وسميت بهذا الاسم نسبة إلى الملكة فكتوريا ملكة بريطانيا.
تحتوي المنطقة على نطاقات من سلسلة الجبال العابرة لأنتاركتيكا وأودية ماكموردو الجافة (وأعلى نقطة فيها هي جبل أبوت في منطقة التلال الشمالية) والأراضي المسطحة المعروفة باسم التيه. ومن أوائل المستكشفين الذين حطوا رحالهم في أرض فكتوريا جيمس كلارك روس ودوغلاس ماوسون.